# Международный фестиваль ВГИК
Междунаро́дный студе́нческий фестива́ль ВГИК — российский фестиваль кино-, теле- и театральных работ студентов российских и зарубежных кинематографических школ, проводящийся в Москве, начиная с 1961 года, а с 1998 года — ежегодно в октябре и ноябре. 
Учредитель фестиваля — Всероссийский государственный институт кинематографии имени С. А. Герасимова при содействии Министерства культуры Российской Федерации, Союза кинематографистов России, Правительства города Москвы и руководства культуры российских регионов. Мероприятия по организации и проведению фестиваля осуществляет Продюсерский центр «ВГИК-Дебют». 

## Цели фестиваля
Основными целями фестиваля являются: 
- демонстрация и оценка творческих достижений студентов ВГИК, учащихся российских и зарубежных кинематографических, телевизионных и театральных школ;
- поддержание творческих, профессиональных контактов и обменов между киношколами мира;
- привлечение общественного внимания к творчеству начинающих кинематографистов, лучшие из которых в ближайшем будущем могут войти в элиту мирового киноискусства.
- расширение отечественной зрительской аудитории.

## История
Первым победителем фестиваля в 1961 году была работа Андрея Кончаловского «Мальчик и голубь». В разные годы, победителями и лауреатами фестиваля становились Вадим Абдрашитов, Сергей Соловьёв, Александр Миндадзе, Отар Иоселиани, Элем Климов и другие.
Основные мероприятия фестиваля проводятся в залах и аудиториях Всероссийского государственного института кинематографии имени С. А. Герасимова (ВГИК), более чем в двадцати кинозалах и арт-галереях Москвы и Московской области, среди которых кинотеатры «Художественный», «Фитиль», «Ролан», «Иллюзион», «Пионер» и другие, а также более чем в тридцати пяти городах России. 
В международных конкурсах фестиваля традиционно принимают участие студенты кинематографических, телевизионных и театральных школ из десятков стран мира, таких как Великобритания, Франция, США, Италия, Китай, Германия, Чехия, Испания, Нидерланды и других.
В рамках кинофестиваля происходит обсуждение творческих работ студентов ВГИК — сценариев, фильмов, произведений живописи и графики, киноведческих исследований, работ по экономике фильмопроизводства и проката. Проводятся международные фотовыставки работ студентов разных стран-участников фестиваля и международные театральные конкурсы.
В последние годы ВГИК окончательно утвердился в качестве одной из крупнейших фестивальных площадок для демонстрации и обсуждения студенческих работ и спектаклей со всего света, налаживания профессиональных контактов, укрепления международных связей и творческого обмена опытом и идеями между студентами кинематографических школ мира. Фестиваль ВГИК более полувека является главным событием года для творческого студенчества, а Москва на время фестиваля становится местом встречи невероятного количества молодых талантов.
Мероприятия фестиваля ориентированы не только на профессионалов, но и на самую широкую аудиторию. Разнообразные события форума привлекают общественное внимание к творчеству начинающих кинематографистов, лучшие из которых в ближайшем будущем войдут в элиту мирового киноискусства, а также к короткометражному кино, интерес к которому растёт с каждым годом.

### 36-й фестиваль (2016)
В 2016 году к участию в 36-м Международном студенческом фестивале ВГИК заявлены 246 фильмов студентов 86 киношкол из 45 стран мира. 
Фестиваль состоялся на киноплощадках Москвы и многих городов России и по традиции будет проходить в два этапа:
- Первый этап — 17-28 октября 2016 года — российский конкурс ВГИК;
- Второй этап — 14-18 ноября 2016 года — международный киноконкурс и международный театральный конкурс.

По сообщению пресс-службы фестиваля, жюри международных конкурсов (второй этап фестиваля) возглавил польский режиссёр Кшиштоф Занусси. Членами жюри также были программный директор австрийского фестиваля «Виеналле» Катя Видершпан, продюсер Иван Кудрявцев, генеральный продюсер АО «Телекомпания НТВ» Тимур Вайнштейн.